# Амелін (Парчівський повіт)
Амелін (пол. Amelin) — село в Польщі, у гміні Семень Парчівського повіту Люблінського воєводства. Населення — 123 особи (2011).

## Історія
У 1917—1918 роках у селі діяла українська школа, відкрита 7 жовтня 1917 року, у якій навчалося 26 учнів, учитель — І. Дрончук.
У 1975—1998 роках село належало до Білопідляського воєводства.

## Населення
Демографічна структура станом на 31 березня 2011 року:
|          | Загалом | Допрацездатний вік | Працездатний вік | Постпрацездатний вік |
| -------- | ------- | ------------------ | ---------------- | -------------------- |
| Чоловіки | 66      | 14                 | 42               | 10                   |
| Жінки    | 57      | 10                 | 29               | 18                   |
| Разом    | 123     | 24                 | 71               | 28                   |